# الجبهة الوطنية الفلسطينية
الجبهة الوطنية الفلسطينية هي حركة سياسية فلسطينية واسعة مناهضة للاحتلال الإسرائيلي، تأسّست في منتصف آب/أغسطس عام 1973 في الضفة الغربية والقدس وقطاع غزة لتكون الإطار السياسي الرئيسي لمنظمة التحرير الفلسطينية في الأراضي الفلسطينية التي احتلتها إسرائيل عام 1967.

## التأسيس
تأسست في الأراضي الفلسطينية آواخر الستينات عقب حرب النكسة ما عُرف باسم لجنة التوجيه الوطني الفلسطيني لتكون الإطار القيادي في داخل الأراضي الفلسطينية، وفي 15 أغسطس 1973 تشكلت الجبهة الوطنية الفلسطينية التي طرحت نفسها امتدادًا أصيلًا وذراعًا رئيسيًا لمنظمة التحرير الفلسطينية في الأراضي الفلسطينية، فكان البيان التأسيسي الأول للجبهة بتاريخ 15 أغسطس 1973، وبذلك انطوت لجنة التوجيه الوطني الفلسطيني تحت مظلة الجبهة الوطنية الفلسطينية.

### المؤسسين
كان من أبرز مؤسسي وقادة الجبهة الوطنية الفلسطينية: بسام الشكعة، عبد الجواد صالح، حلمي حنون، كريم خلف، محمد ملحم، عربي عواد، سميحة خليل، حيدر عبد الشافي.

## منظمة التحرير ممثلًا وحيدًا
عقب تأسيسها فقد أعلنت الجبهة الوطنية الفلسطينية في السبعينات من داخل فلسطين بأن منظمة التحرير الفلسطينية هي الممثل الشرعي والوحيد للشعب الفلسطيني وذلك لأول مرة منذ سيطرة إسرائيل على الأراضي الفلسطينية عام 1967، وفي الوقت الذي كانت فيه منظمة التحرير الفلسطينية وقيادتها متواجدة في خارج فلسطين، فتولى قيادة منظمة التحرير الفلسطينية في داخل فلسطين قادة الجبهة وهم حلمي حنون وكريم خلف وبسام الشكعة ومحمد ملحم، فحاولت إسرائيل اغتيال كريم خلف وبسام الشكعة، وفرضت الإقامة الجبرية على حلمي حنون في طولكرم منذ عام 1980 وحتى عام 1983، في حين نفت محمد ملحم إلى خارج فلسطين.

## البرنامج
منذ تأسيسها عام 1973 فقد تبنت الجبهة الوطنية الفلسطينية برنامجًا سياسيًا استند إلى قرارات الشرعية الدولية لحل الصراع الفلسطيني الإسرائيلي، ورفعت شعار إقامة دولة فلسطينية في "الأراضي الفلسطينية المحتلة" عام 1967 أي في الضفة الغربية والقدس الشرقية وقطاع غزة، كما تبنت حق عودة اللاجئين الفلسطينيين بموجب القرار الأممي رقم 194، ودعمت المقاومة الفلسطينية بكافة أشكالها، ورفضت كافة المشاريع والمقترحات الإسرائيلية لحل القضية الفلسطينية.